# Fernando Zambrano Sánchez
Fernando Bonifacio Zambrano Sánchez (nascut el 23 d'octubre de 1949) és un futbolista andalús, ja retirat, que va jugar de migcampista i posteriorment ha fet d'entrenador.

## Carrera
Nascut a El Saucejo, Sevilla, Andalusia, Zambrano va representar el Getafe Deportivo com a jugador, gaudint d'una etapa de vuit anys al club que va incloure tres temporades completes a Segona Divisió. Després de retirar-se, va començar a treballar com a entrenador, amb els juvenils del Rayo Vallecano i l'Atlètic de Madrid.
Després d'estar-se als CD San Fernando, CF Valdepeñas i CDC Moscardó, Zambrano va ser nomenat entrenador del Rayo Vallecano el novembre de 1993. Acomiadat el febrer de 1994, posteriorment va dirigir el club en dues ocasions més: el 1996 i el 1997, amb una funció de director de futbol en el procés.
El 1999 Zambrano va ser nomenat entrenador de l'Atlètic de Madrid B, amb l'equip a Segona Divisió. Després de quedar segon a la campanya 1998–99, es va mantenir al capdavant, i després del descens de l'equip principal de la Lliga, va ser nomenat entrenador del primer equip el 5 de juny de 2000.
Zambrano va ser rellevat de les seves funcions l'octubre del 2000, després d'un mal començament. Posteriorment va reprendre la seva carrera a càrrec d'equips de segon nivell (Córdoba CF i Ciudad de Murcia) i una etapa a l'Atlético Esquivias CF abans de ser declarat en fallida.